# Cantonul Charleville-Centre
Cantonul Charleville-Centre este un canton din arondismentul Charleville-Mézières, departamentul Ardennes, regiunea Champagne-Ardenne, Franța.

## Comune
- Aiglemont
- Charleville-Mézières (parțial, reședință)
- Montcy-Notre-Dame